# Anisocycla grandidieri
Anisocycla grandidieri là một loài thực vật có hoa trong họ Biển bức cát. Loài này được Baill. mô tả khoa học đầu tiên năm 1886.